# 14歳の小さな踊り子
『14歳の小さな踊り子』(じゅうよんさいのちいさなおどりこ、仏:La Petite Danseuse de Quatorze Ans)は、1881年にエドガー・ドガが大衆に公開した彫刻作品。ドガの生前に唯一発表された彫刻作品でもある。

## 概要
当作品は1点のオリジナルと28点のレプリカがある。オリジナルは蝋で造られているが、レプリカはブロンズで造られている。
モデルはパリのオペラ座のバレエダンサーであるマリー・ファン・ゴーテン。痩せた少女が片足を前に出し、背をそらしている。その彫刻にはコルセットとチュチュが着せられている。オリジナルには実際の人の髪の毛が使用されている。

## 批判
この彫刻は1881年に第6回印象派展で公開された。公開当時は、少女が写実的に表現されすぎているなどと批判を浴び、ドガはこれ以後，公衆の前に彫刻を見せることはなかった。

## ギャラリー

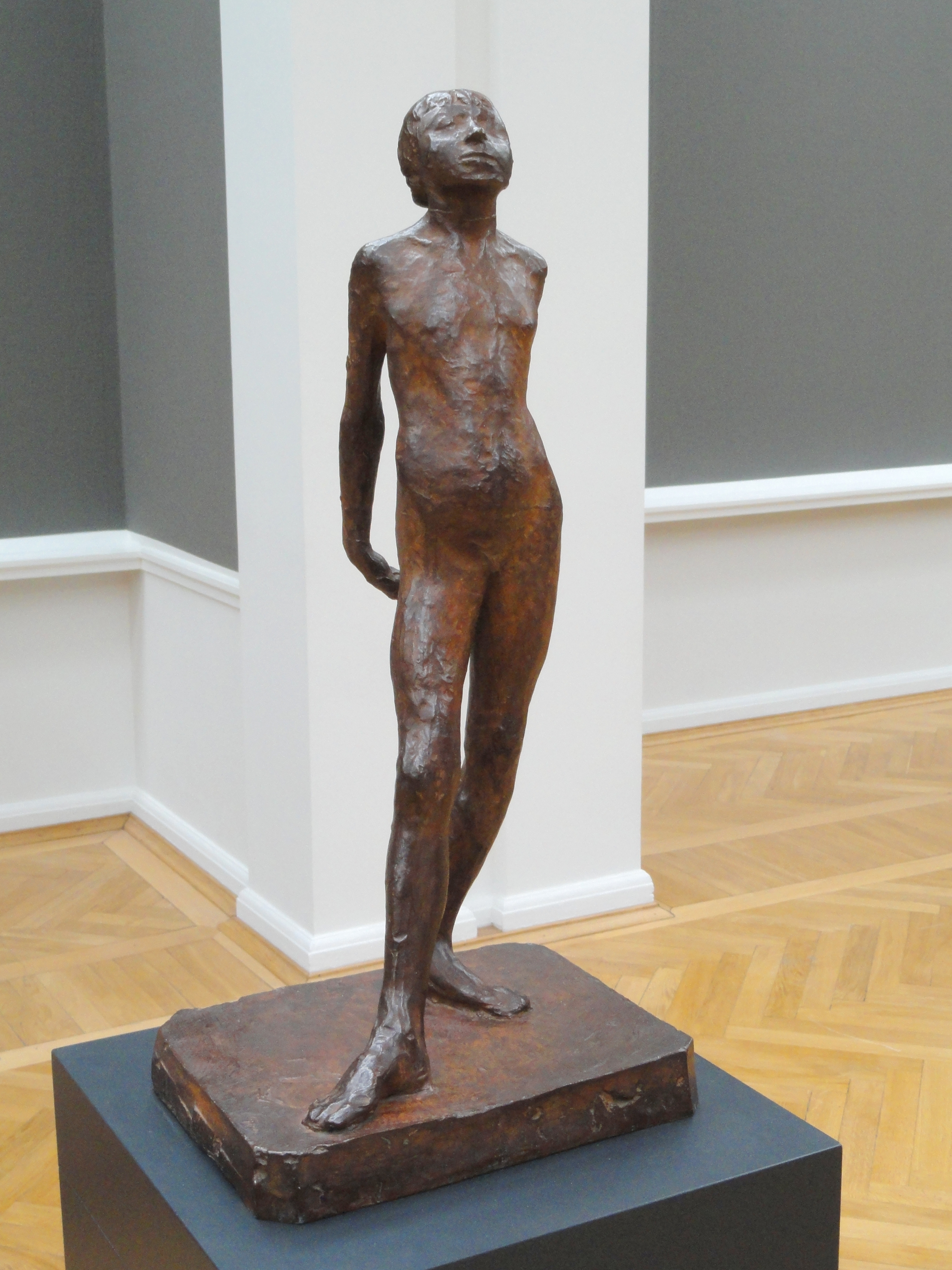
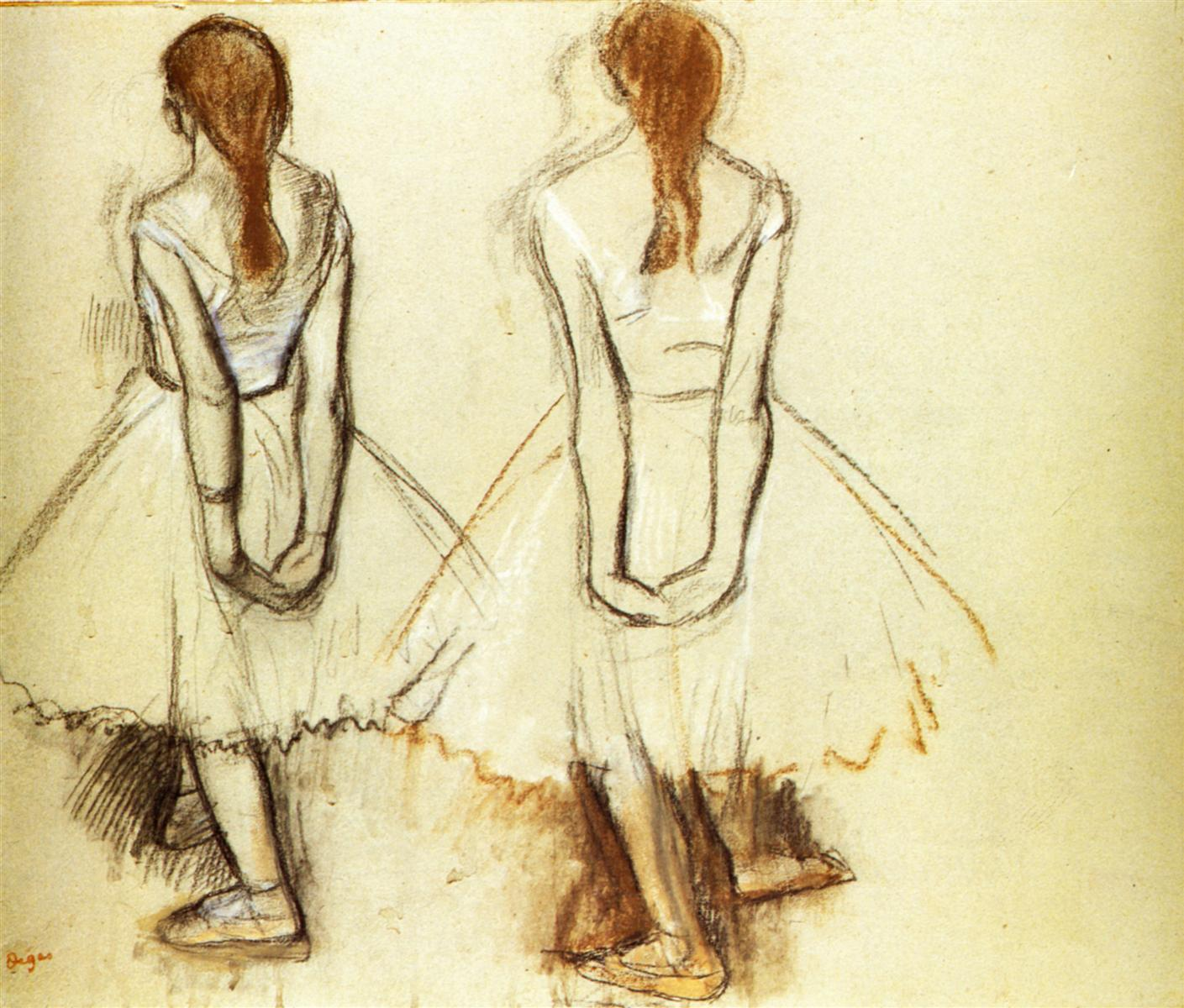
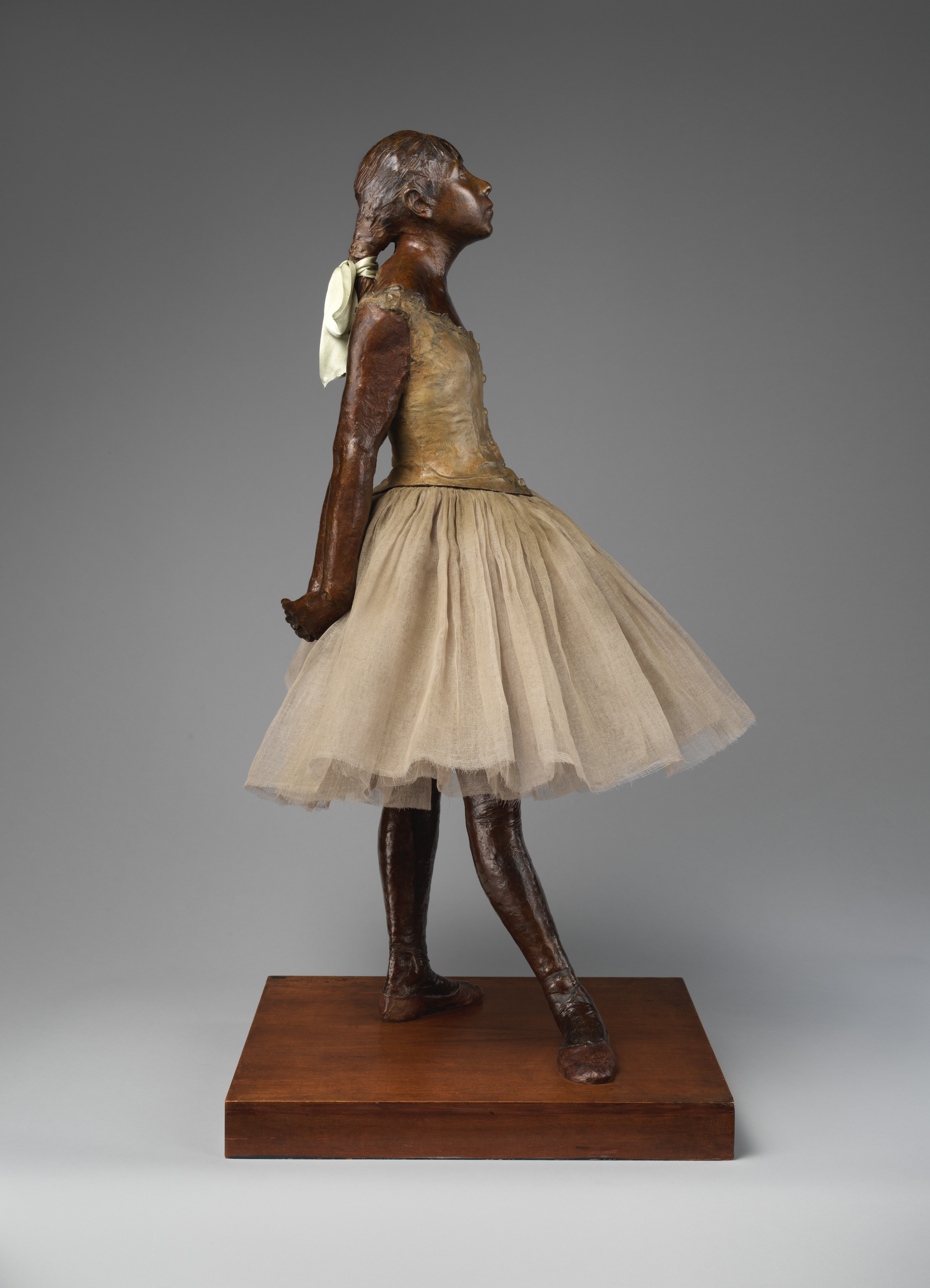